# 名鉄赤坂駅
もしかして
- 名電赤坂駅

ではありませんか？